# إف. غوردون أ. ستون
إف. غوردون أ. ستون (بالإنجليزية: F. Gordon A. Stone)‏ هو أستاذ جامعي وكيميائي أمريكي، ولد في 19 مايو 1925 في إكزتر في المملكة المتحدة، وتوفي في 6 أبريل 2011 في واكو في الولايات المتحدة.